# Eupagia commixtata
Eupagia commixtata är en fjärilsart som beskrevs av Walker 1862. Eupagia commixtata ingår i släktet Eupagia och familjen mätare. Inga underarter finns listade i Catalogue of Life.